# The Wolf Dog
The Wolf Dog (bra O Cachorro Lobo) é um seriado estadunidense de 1933, gênero aventura, dirigido por Colbert Clark e Harry L. Fraser, em 12 capítulos, estrelado por Frankie Darro, Boots Mallory, Henry B. Walthall, Tom London e Rin-Tin-Tin Jr., filho do famoso Rin-Tin-Tin, que morrera em 1932. Foi produzido e distribuído pela Mascot Pictures, e veiculou nos cinemas estadunidenses a partir de 30 de setembro de 1933.

## Sinopse
Frank Courtney descobre que herdou o controle de uma linha de transportes de Los Angeles. O atual Presidente, Norman Bryan, não quer perder sua posição e conspira para matá-lo.

## Elenco
- Frankie Darro … Frank Courtney
- Rin Tin Tin, Jr. … Pal, cão de Frank
- Boots Mallory … Irene Blane
- George J. Lewis … Bob Whitlock, rádio-operador
- Henry B. Walthall … Jim Courtney
- Hale Hamilton … Norman Bryan
- Fred Kohler … Joe Stevens
- Donald Reed … Swanson
- Gordon De Main … Murphy
- Stanley Blystone … Lang
- Tom London … Brooks
- Max Wagner … Dave Harmon
- Leon Holmes … Napoleon
- Yakima Canutt … Bill

## Capítulos
1. The Call of the Wilderness
2. The Shadow of a Crime
3. The Fugitive
4. A Dead Man's Hand
5. Wolf Pack Law
6. The Gates of Mercy
7. The Empty Room
8. Avenging Fangs
9. Wizard of the Wireless
10. Accused
11. The Broken Record
12. Danger Lights

Fonte: